# Val di Campo

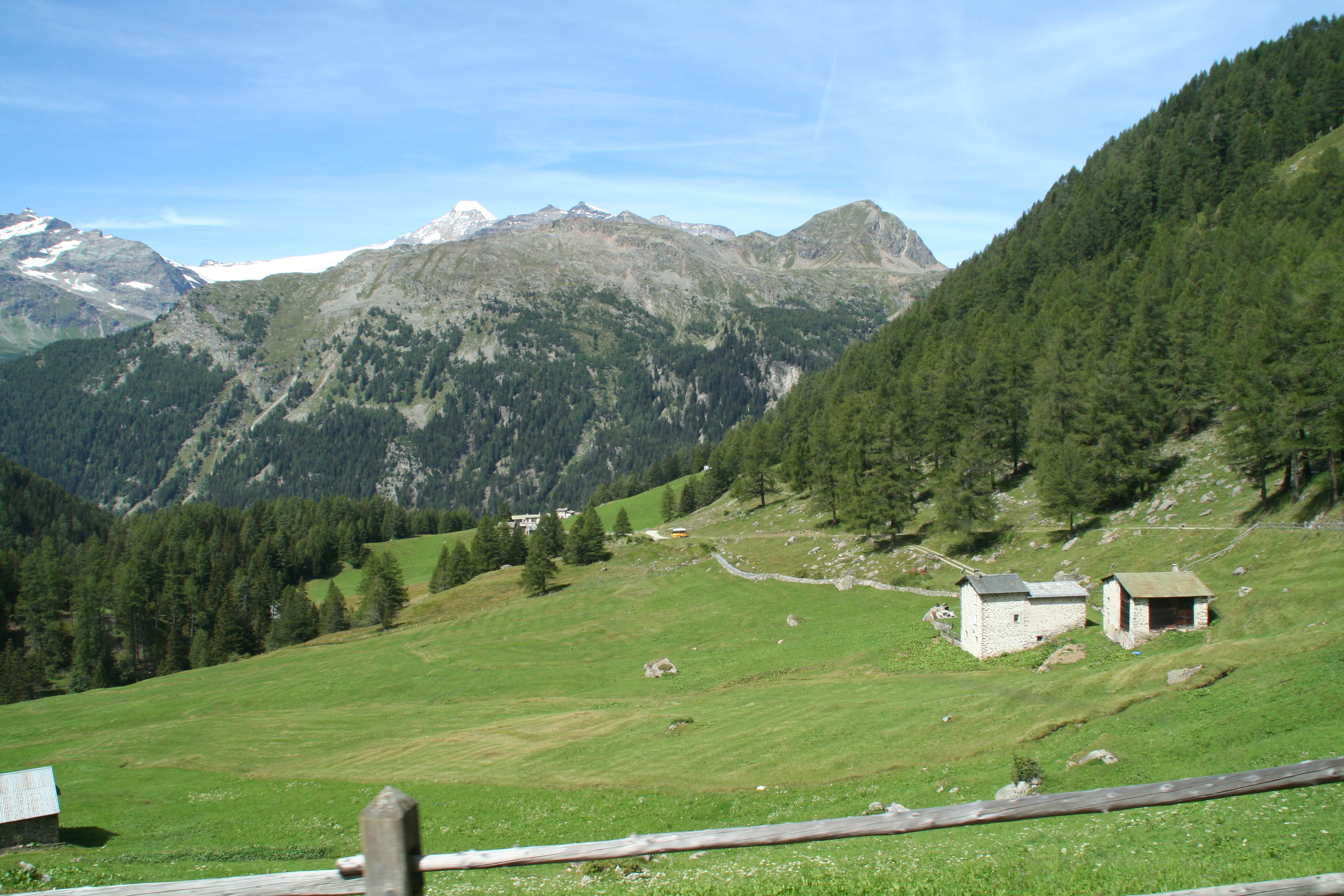
Val di Campo mot väst.

Val di Campo är en dal i kantonen Graubünden, Schweiz. I dalen finns sjön Lago di Saoseo. Dalen har dock inga riktiga byar utan bara enstaka hus. Dalen gränsar till Val Poschiavo i väst.